# デーヴィー・マーハートミャ

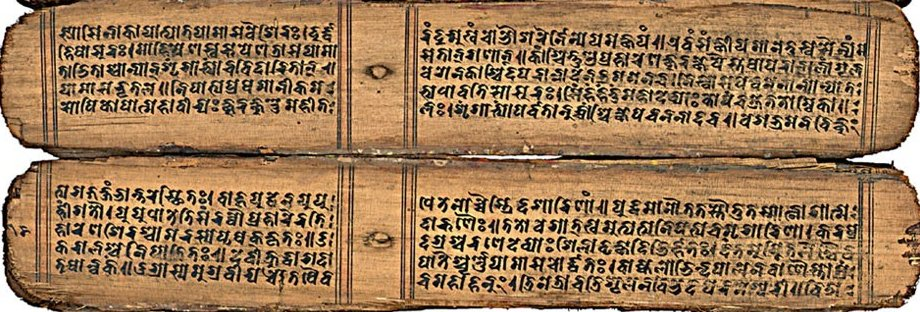
『デーヴィー・マーハートミャ』の現存する最古の複製。11世紀のネパールで、ブジモールという書体を使って書かれており、椰子の葉から出来ている。

デーヴィー・マーハートミャ（デーヴィー・マーハートミャムとも呼ぶ。サンスクリット語で、devīmāhātmya(m), देवीमाहात्म्यम्, ｢女神の栄光｣の意）は、マヒシャを倒すまでの女神ドゥルガーの栄光を綴ったヒンドゥー教の書物である。
プラーナ文献である聖典『マールカンデーヤ・プラーナ』の一部であり、紀元400年-500年頃にサンスクリット語で記された書物である。リシ（詩聖）であるマールカンデーヤが原作者であるとされている。
『デーヴィー・マーハートミャ』は、ドゥルガー・サプタシャティー（दुर्गासप्तशती）、単にサプタシャティー、チャンディー（चण्डी）、チャンディー・パータ（चण्डीपाठः）などとも呼ばれ（パータは暗唱文の意）、信仰の書物とされてきた。700の韻文から構成され（サプターシャタ sapta-shata は7-100の意）、13章に分けられている。また、ヒンドゥー教の分派であるシャクティ教では非常に重要な聖典とされ、『デーヴィー・マーハートミャ』が信仰の中心となっている。
『デーヴィー・マーハートミャ』は、紀元前9世紀頃に存在していた女神信仰とヴェーダの英雄物語を統合することで、女性的な原理に聖性を与えようとしたものだと考えられる。以前存在していたアーリア人とそれ以外の母なる女神達の数々の神話を統合し、一つの語り口で技巧的に表現している。単に、従来の男の神々を侵食する権威主義的な神々の次元を越え、力そのものであるシャクティとして女神達を捉え直したことは、ヒンドゥー教の神話に於ける変移の中でも重要な意味を持つ。

## 語源
サンスクリット語で、māhātmya-は、｢寛大、高貴なる気質、威厳｣といった意味合いを持ち、māha-ātman-（｢偉大なる魂｣の意）の中性抽象名詞である。従って文法的に訳せば、タイトルである｢デーヴィー・マーハートミャ｣は、Tatpurushaとしての複合語であるから、｢女神の寛大さ｣という意味になる。
700の韻文から構成されるが故に、サプタシャティとも呼ばれるが、これは厳格には韻文ではない行も一文と数えた上での数字である。しかし、サプタサティと呼ばれる様になった他の説には、7（Sapta）人のサティである女神（=マートリカー）が活躍する物語であることからだ、というものがある。
チャンディーまたはチャンディカーという呼び方は、『デーヴィー・マーハートミャ』内に出てくる最高女神の名に起因するものである。形容詞Canda（恐怖の、暴力的、冷酷な、といった意）が転じて、チャンディカー（Candika）とは｢激しく怒る者｣という意味になる。

## 重要性
インド学者達（indologist）にとっては、プラーナ文献の中では、『デーヴィー・マーハートミャ』は極めた重要な位置を占め、時に独自性を持った物として区別される。欧州に於いても早期に注目され、1823年には英語で、翌年にはフランス語で翻訳がなされた（その後も、1831年にはラテン語で、1853年にはギリシア語で翻訳がなされている）。日本では、2000年9月に、平凡社の東洋文庫から、『ヒンドゥー教の聖典二篇　―ギータ・ゴーヴィンダ デーヴィー・マーハートミャ』というタイトルで出版されている（ISBN 4582806775）。
インド国内に於いても、インドで使われている殆どの語で訳が刊行されているのに伴い、それぞれの言語が話されている地方の伝統に基づいて、多様な注釈書や解説書が世に出ている。

## ヒンドゥー教の原理の中での位置づけ
『デーヴィー・マーハートミャ』は、シャクタの教義の原理に基づいていることから、シャクタ哲学の経典として扱われてきた。現在において、シャクティ信仰の中心であることからも、経典としての威光を窺える。

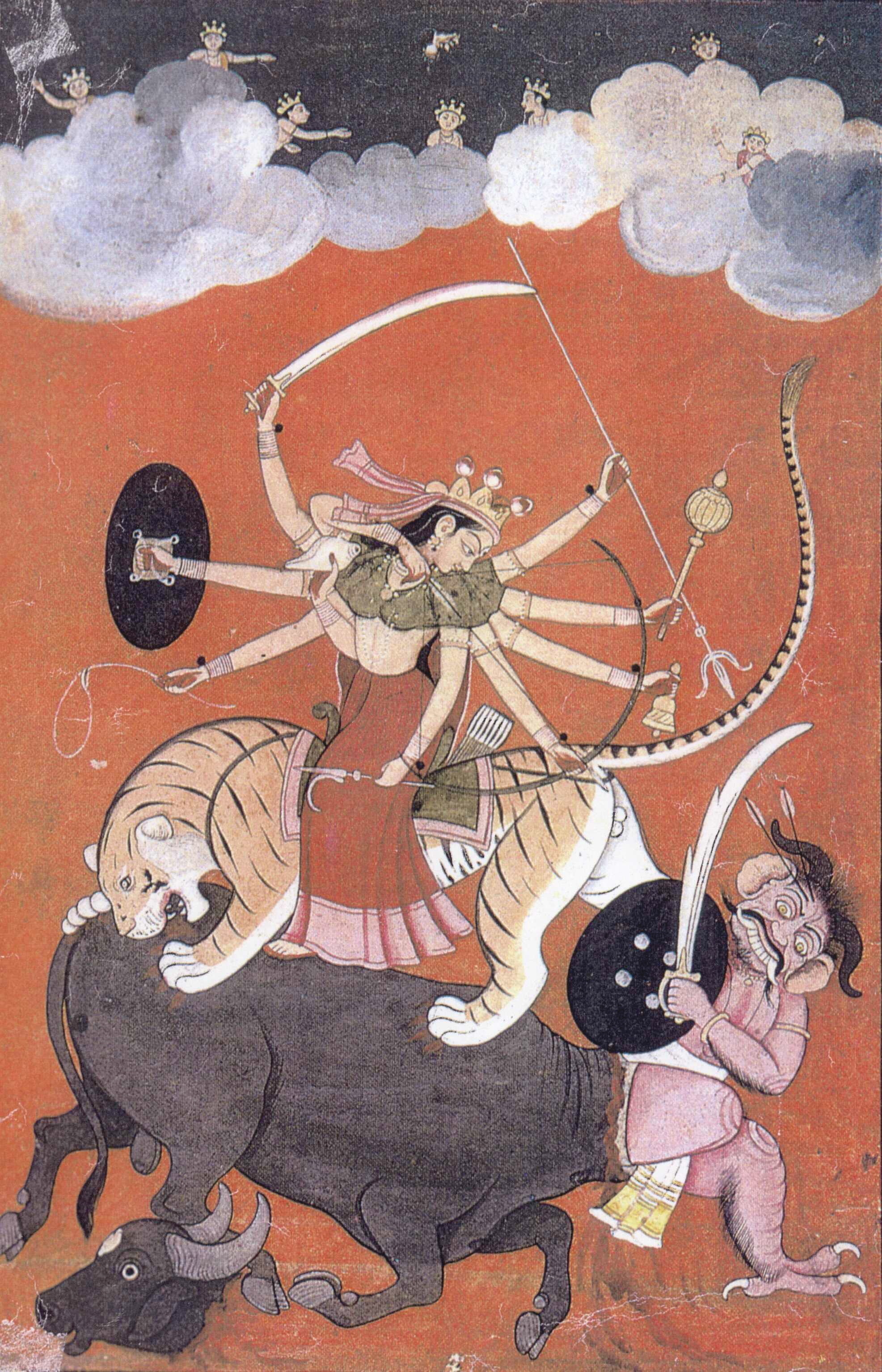
マヒシャ・アスラ殺しとして描かれるデーヴィー。この場面で描かれている物語は、『デーヴィー・マーハートミャ』の主要部分である。

多様な女性神化を伴った様々な神話や信仰の理論的要素が、｢女神伝統の結晶化｣と呼ばれるように、一つの教義として纏められた。『デーヴィー・マーハートミャ』の特異な点は、口語による伝統という所に挙げられるだろう。献身的な伝統箇所であるにもかかわらず、今日でもヒンドゥー教徒達の儀式に於いて、重要な役割を担っている。文章全体は、700のマントラから成る一つの大きなマントラとして捉えられる。ダマーラ・タントラに拠れば、｢ヤグナスにおけるアシュワメーダの様な、デヴァスにおけるハリの様な、讃歌においてサプサティはそういった存在である｣と言われ、｢ヴェーダの如く永遠なるもの｣として扱われている。

## 哲学

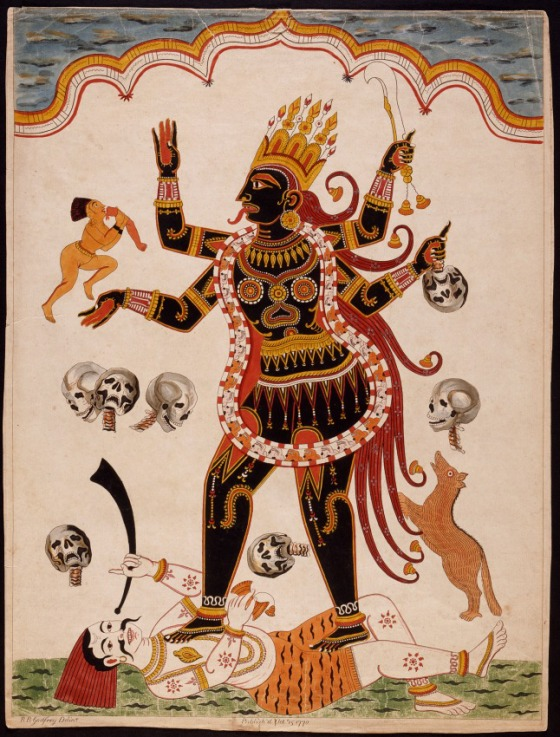
カーリー - 挿話全体において中心的な役割を果たす女神。

『デーヴィー・マーハートミャ』は、ヴァークやトライィー・ヴィージャといった古代ヴェーダの伝統を含んでおり、例えば、サーンキヤ学派の宇宙は（プラクトリ）三本の線（グナス）で構成されていると考える思想が明文化されていたり、ヴェーダーンタ学派では解脱（en:Mukti）の根拠とされている。しかしそれ以上に、（アーリア人や非アーリア人を起源とする）土着的な母なる女神を圧倒するという点が、特に強調されている。
第一章においては、｢あらゆる生物は意識を有するが、その知識は感覚に依存する｣と述べられている。｢あらゆる繁栄を保障する女神ヴァガバティーは、機知すらも現世の喜びに惹かせる如く、如何なる物でも彼女の魅力に惹きつけてしまう。生死問わずあらゆる物が、彼女によって作り出される永遠の生成に巻き込まれているのである。救済の祖としては、彼女は至上なる精神的知識と永遠性を兼ね備えた者である一方、拘束の祖としては、現世性を持つと共に、神をも含む万物の女王として君臨する。彼女は（世界内存在として生きる我々を遥かに凌駕した）永遠の存在であり、彼女の形態として捉えても差し支えない様な世界を形成する。ただし、肉欲的な魂を援助する者としての限りに於いては、彼女は違った形態で現れる｣と続く。
『デーヴィー・マーハートミャ』に於いてもシヴァの姿は確認されているにもかかわらず、彼女は彼と特別な関係に留まる様なことはない（正確に言えば、彼女に対する献身者以外とは、誰とも永遠の関係を持たないといった方が適切である）。一般的には、男の神はそれぞれに、所有する力の形態（シャクティ）としての女神を随伴させているが、『デーヴィー・マーハートミャ』に於いては、女神を配偶者として型にはめ、特徴付ける様なことはされていない。何故なら、女神それ自体が力なのであり、あらゆる随伴的な関係領域を超越する存在なのである。従って注意したいのは、『デーヴィー・マーハートミャ』には、シャクティが女性的であったり女性性を有している、または男性性の概念であるといった様に、シャクティを構想化している訳ではないという点である。

## 内容
『デーヴィー・マーハートーミャ』は、『マールカンデーヤ・プラーナ』の81章から93章にあたり、早期のサンスクリット語によるプラーナ文献（僧マールカンデーヤが弟子であるジェミニや鳥達に語ったとされる物語）である。13の章から成る『デーヴィー・マーハートミャ』は、大きく3つのエピソード（Charitas）に区分される。それぞれのエピソードの冒頭には、三つの異なる神々が紹介されているが（例えば先述したヴァガバディーの様に）、エピソードの本文内容においては、招来されたどの神々も言及されてはいない。
談話形式を取る『デーヴィー・マーハートミャ』では、主に追放された王、家族に裏切られた商人、現存する受難を彼らと共に超越しようとする僧が描かれている。デーヴィーと魔族達の壮絶たる闘いを3つ（1章ではカーリー、2-4章ではラクシュミー、5-13章ではサラスヴァティー）詳述することによって、僧は王と商人を導こうとする。最も有名なものは、｢マヒシャースラ（マヒシャ）の殺し屋(Mahishasura Mardini)｣の話であろう。この物語は、ヒンドゥー教に於いて最も好まれるテーマの一つであり、様々な芸術や彫像にインド全般で用いられている。

### 第一挿話

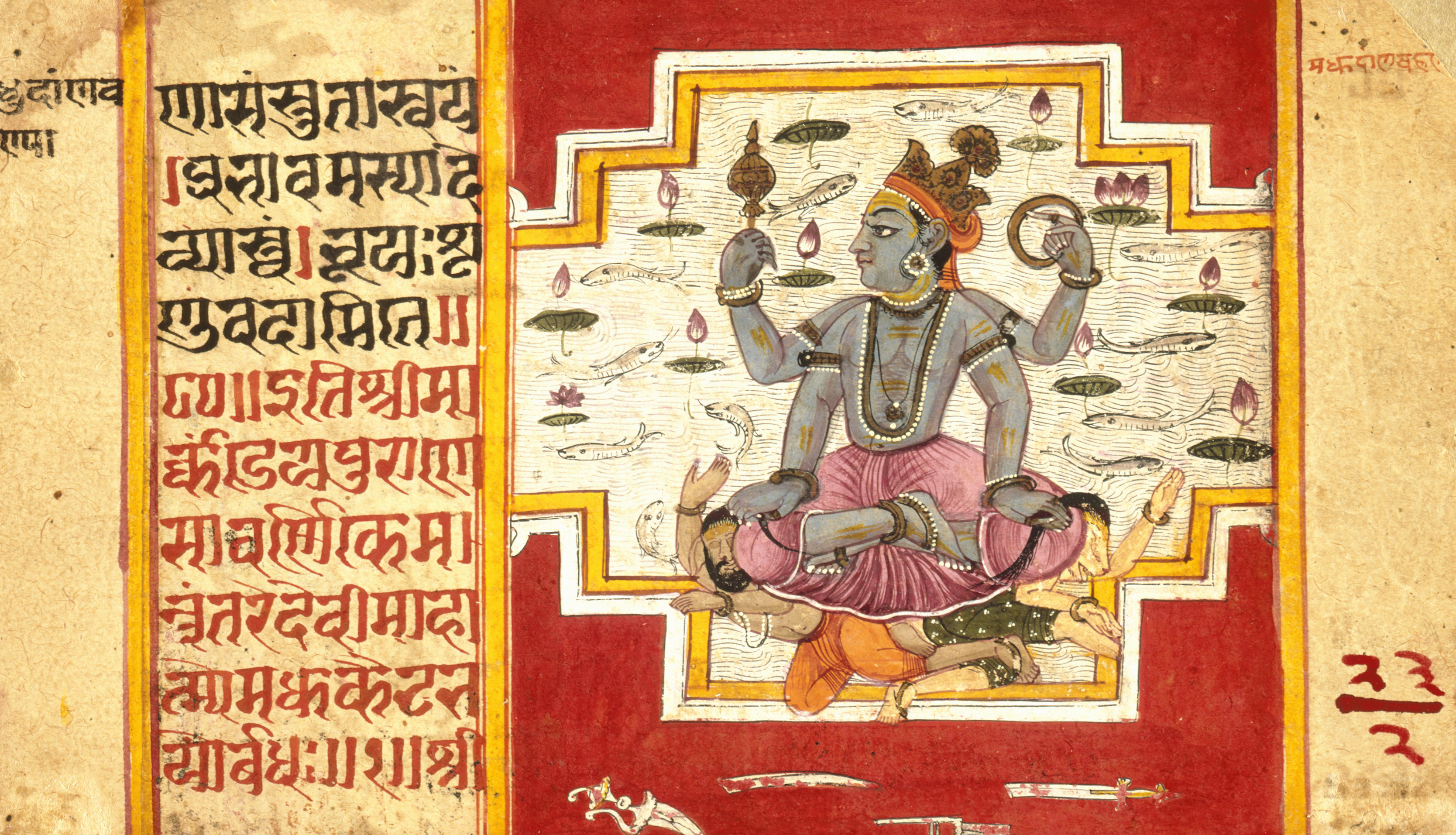
マドゥとカイタバを殺めるヴィシュヌ - 『デーヴィー・マーハートミャ』より

『デーヴィー・マーハートミャ』の最初の物語は、シャクティとしての普遍的な形態の中でのデーヴィーが叙述されている。ここではデーヴィーは創造神話に於ける中枢的役割を担っており、顕現と破壊を永遠に繰り返す生成的な宇宙の明示に先立ち、宇宙の大海においてヴィシュヌに深きまどろみを誘わせた力、それ自体として現れている。
ヴィシュヌが、ヨーガニドラー（ヨーガによる睡眠）の間、ナーガの王シェーシャに凭れ掛かっていると、ヴィシュヌの眠れる体から2人の魔族が現れ、宇宙の生成を作り出そうと準備していたブラフマーを倒そうと試み始める。ブラフマーは偉大なる女神デーヴィーを招聘し、彼女にヴィシュヌから引き出して貰えば、ヴィシュヌが目覚め魔族達が殺せるかも知れないと考え、彼女に懇願する。デーヴィーは同意し、その結果ヴィシュヌは目覚め、魔族達は制圧された。ここではデーヴィーは、宇宙の秩序を回復させる使者として扱われている。

### 第二挿話
偉大なる戦士としての女神であるドゥルガーは、魔族と対峙する際に、憤怒に因る致死的なまでのエネルギーとして表徴される。世界は、アスラ族の長であり、水牛から生まれたマヒシャによる攻撃に曝されており、男性の神々は自らが根絶されることを恐れ、女の神であるドゥルガーに力を授ける。獅子に跨り戦闘に繰り出したドゥルガーは、まず水牛の頭を切り落とすことで殺害し、切り落とされた首から霊魂として現れ出てくるマヒシャを狙い打つことで勝利を収めた。世界の秩序は、このドゥルガーの行動によって保たれた。

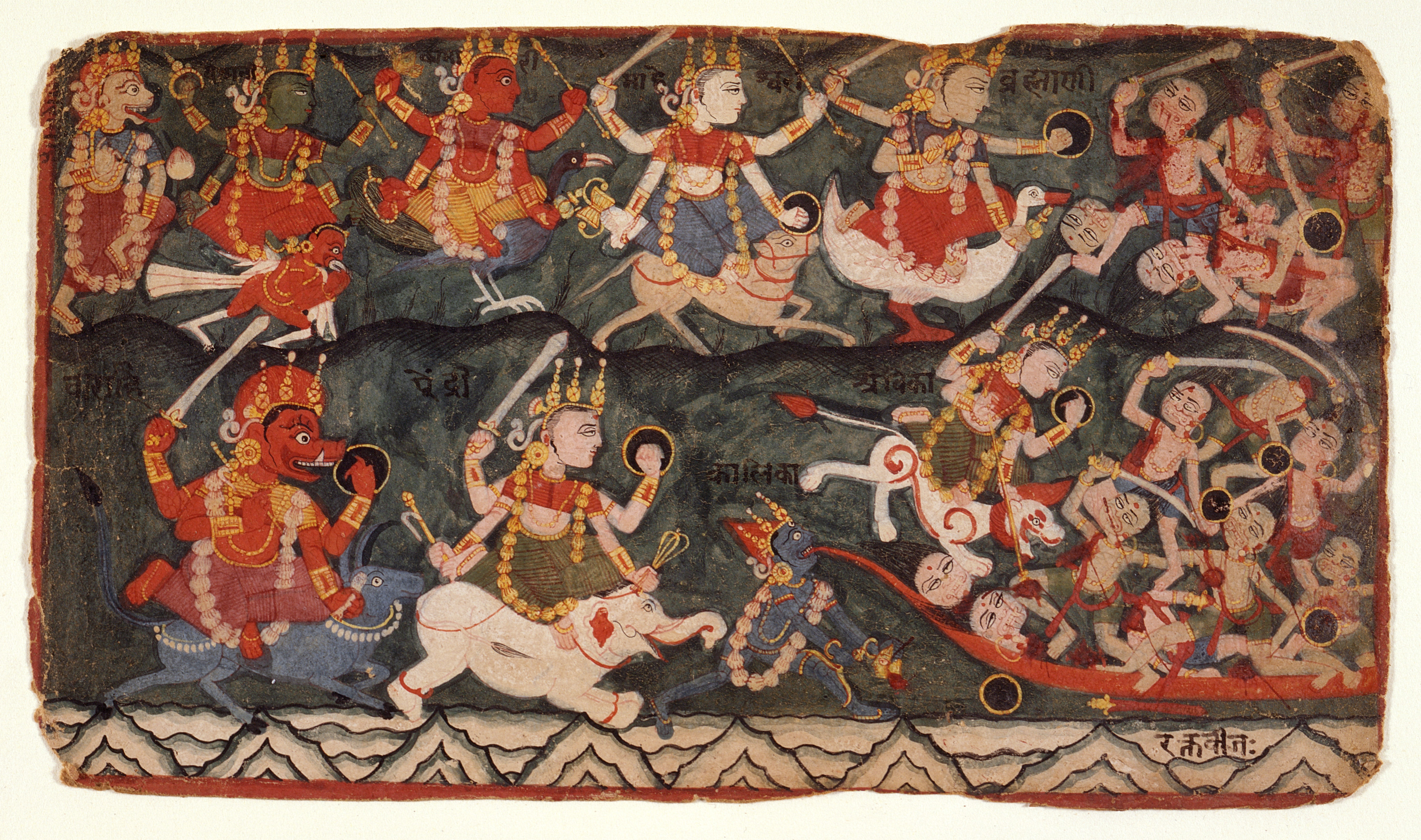
女神アンビカーが8人の女神達マートリカーを率い悪魔ラクタヴィージャと戦っているシーンが描かれている、デーヴィー・マーハートミャのページ。 - （上段左から）マートリカー - 順にナラシュミ, ヴァイシュナリ, クマーリ, マエシュヴァリ, ブラーミ. （下段左から）ヴァラヒ, アインドリ, チャムンダ乃至カーリー（ラクタヴィージャの血を飲んでいる）, アンビカー。右下ではラクタヴィージャの血から分身達が湧き出ている。

### 第三挿話
カーリーは、闇、黄泉の者、デーヴィーのシャクティの質的な部分の変質形として表され、それに基づいて理解されている。カーリーの登場は、『デーヴィー・マーハートミャ』の3つ目の物語に叙述されている。カーリーは、デーヴィーの持つ超能力的エネルギーの放出形としての第三の目から現れた。カーリーは有り余る力によって、チャンダーとムンダーの首を切り落とし、デーヴィーにその首を届けたのだが、その時デーヴィーはチャームンダーという名で呼ばれた。
偉大なる女神によって証明されることとなった、デーヴァを脅かす強靭な魔族達を屠り去ったカーリーとしてのデーヴィーの全能性は、一連の闘いに於いて遺憾なく発揮されたが、その代表たるものが、第8章でのラクタヴィージャとの闘いである。ラクタヴィージャから滴り落ちる血液は、地上に滴った瞬間、新たなラクタヴィージャの分身として現れた。この能力の前にデーヴィーは苦戦するものの、まさにその時、デーヴィーの第三の目から黒い骸骨の霊魂としてカーリーが噴き出た。カーリーは、自らが持つ巨大な口と数え切れない程の舌であっという間にラクタヴィージャの血液を舐め取ってしまい、これによって分身を創り出すことが叶わなくなったラクタヴィージャは倒されるに至った。
デーヴィー、カーリー、マートリカーのグループはこの後も引き続き魔族を倒し続け、第9章と第10章では、兄弟の魔族であるニシュンバ（弟）とシュンバ（兄）を討ち取る。最期のシュンバとの闘いに於いては、デーヴィーはカーリーとマートリカーを吸収し、独りでシュンバに立ち向う。

### 三つの挿話が象徴するもの
コバーンに拠れば、｢僧の訓えた3つの物語は、外的経験と内的経験の寓意であり、その寓意は、デーヴィーの多数の魔族との凄まじき闘いによって象徴される。彼女の敵対者は皆、力や所有欲、喜びを追い求めた結果や自尊心の幻想から生じる非常に人間的な衝動である。『バガヴァッド・ギーター』に表される戦闘の様に、『デーヴィー・マーハートミャ』の殺しの背景には、人間の意識の領域が表徴されているのである…（中略）…至上なる女神を始めとする様々な女神に擬人化されたデーヴィーは、自我としての魔族と直面し、｢我々は誰であるか｣という様な誤った考えを薙ぎ払う。しかし、これは矛盾的ではあるが、一方で、彼女は最初に不和なるものを創り出した者であり、我々に真の存在とは何かということを気づかせてくれた者でもあるのだ｣。

### 讃歌
讃歌は四つから成る。
1. タントリック・ラトリ・スクタム（Tantrik Ratri Suktam）としても知られるブラフマー・ストゥーティ（第1章）：最初の挿話では、ブラフマーがヨーガニドラーを唄うことにより、デーヴィーによるヴィシュヌからの引き出しが叶えられ、マドゥとカイタバを殺害するに至る[22]。
2. サクラディ・ストゥーティ（第4章）：2つ目の挿話の終わりで、魔族であるマヒシャと彼の取り巻きを倒した後、最初の神であるインドラを伴った神達が、デーヴィーを称える[23]。
3. アラパジータ・ストゥーティやタントリック・デーヴィー・スクタムとしても知られるヤ・デーヴィー（第5章）：3つ目の挿話の始まりで、包囲された神々がデーヴィーに対し彼等に従うことを要求した時、彼等はヒマラヤ山脈の頂上に立ち、女神に讃歌を求める[24]。
4. ナラヤーニ・ストゥーティ（11章）:3つ目の挿話を総括する箇所で、シュンバとニシュンバを打ち払った女神に、神々達が讃歌を捧げる[25]。

## 附録(Angas)
独立した文章としての『デーヴィー・マーハートミャ』には、様々な注釈や解釈書、附録（Angasと呼ぶ）が時を越えて多量に存在する。コバーンに拠れば、｢優れた証拠の内では、14世紀頃から附録が『デーヴィー・マーハートミャ』と関連付けられていたと指し示している｣。『デーヴィー・マーハートミャ』が儀式に使われる際に、像の面前にて朗読するために、主として附録は使用されたのでは無いかと考えられている。

## 大衆信仰
『デーヴィー・マーハートミャ』の朗読は、インドに於いては主に10月から11月にかけて行われるシャラド・ナヴラトリの開催期間に催されるが、ウッタラーカンド州やカシミールなどの幾つかの北インド地方に於いては、ヴァサント・ナヴラトリとして3月から4月の間に催されることがある（詳しくはナヴラトリを参照のこと）。
また『デーヴィー・マーハートミャ』は、人々の福利厚生を祈祷するためのヤグナの儀式にも好んで使われる書物でもある
。

## その他の文献
- Coburn, Thomas B. Encountering the Goddess A Translation of the Devī-Māhātmya and a Study of Its Interpretation. SUNY series in Hindu studies. Albany, N.Y.: State University of New York Press, 1991. ISBN 0791404455
- Hiltebeitel, Alf, and Kathleen M. Erndl. Is the Goddess a Feminist? The Politics of South Asian Goddesses. New York: New York University Press, 2000. ISBN 0814736181
- Jyotir Maya Nanda. Mysticism of the Devi Mahatmya Worship of the Divine Mother. South Miami, Fla: Yoga Research Foundation, 1994. ISBN 0934664587